# Clube de Handebol Japy
O Clube de Handebol Japy é uma agremiação esportiva da prática do Handebol sediado no município de Jundiaí, estado de São Paulo. Foi fundado no dia 7 de setembro de 2011 e participa de competições regionais e estaduais. Atualmente, disputa o Campeonato Paulista de Handebol Masculino.

## História
O clube jundiaiense foi formado por atletas, ex-atletas, técnicos e apoiadores do handebol no município. A origem do nome Japy é em referência a Serra do Japi, uma pequena formação montanhosa que é uma das remanescentes do bioma original da Mata Atlântica no estado de São Paulo.
Circuitos de Handebol e trabalho com equipes em categorias de base foram iniciados para a difusão da modalidade no município. No ano de 2013, o clube ficou com o vice-campeonato da categoria adulto masculino da Liga de Handebol do Estado de São Paulo, entidade que reúne clubes emergentes do handebol no cenário paulista. Na final, foi derrotada pela equipe de Itatiba por 23 x 22.
Já no ano de 2014, a agremiação conquistou o título da Liga ao vencer, na final, São João Handebol, de São João da Boa Vista, por 35 x 34.
Em 2015, a equipe disputa pela primeira vez o Campeonato Paulista de Handebol Masculino promovido pela FPHand (Federação Paulista de Handebol), o que simboliza o retorno de um clube de Jundiaí em uma edição de uma competição estadual após participação, pela última vez, no ano de 2008.

## Títulos
- Estadual

 Liga de Handebol do Estado de São Paulo - 1 vez - 2014 